# 范
范（はん）は、漢姓の一つ。

## 中国
范（はん）は、中国の姓の一つ。「範」の簡体字とは同音同形であるが、別字である。
2020年の中華人民共和国の第7回全国人口調査（国勢調査）に基づく姓氏統計によると中国で57番目に多い姓であり、516.09万人がいる。台湾の2018年の統計では第51位で、79,077人がいる。

### 著名な人物
- 范蠡 - 春秋時代の越の政治家。
- 范雎 - 戦国時代の秦の政治家。
- 范増 - 秦末の項羽の軍師。
- 范汪 - 東晋の官僚・政治家。
- 范曄 - 南朝宋の政治家・歴史家。『後漢書』編者。范汪の曾孫。
- 范雲 - 南朝宋から梁にかけての官僚・文学者。
- 范寛 - 北宋の画家。
- 范仲淹 - 北宋の政治家・文人。
- 范成大 - 南宋の政治家・詩人。
- 范文雀 - 中華民国籍の日本の女優。
- 范冰冰 - 女優。

## 朝鮮
范（ポム）は、朝鮮人の姓の一つである。2015年の国勢調査による韓国内での人口は3,826人。

### 著名な人物
- 范承祖 - 元代に礼部侍郎を歴任、忠烈王に降嫁された荘穆王后の師父として高麗に入国した。
- 范沢均（朝鮮語版） - 韓国の政治家。元光州市長。
- 范大錞（朝鮮語版） - 韓国の詩人。
- 范基栄（朝鮮語版） - 韓国放送公社の記者、司会者。

### 氏族
| 氏族（地域） | 創始者 | 人数（2015年） |
| ------------ | ------ | -------------- |
| 広州范氏     |        | 41             |
| 錦山范氏     |        | 15             |
| 錦城范氏     | 范承祖 | 3,663          |
| 羅州范氏     |        | 63             |
| 漢陽范氏     |        | 7              |

## ベトナム
范（ファム）は、ベトナムで4番目に多い姓で、人口の7.1%を占める。
日本ではしばしば「ファン」と書かれることがあるが、ファン（ベトナム語：Phan / 潘）は別の姓であり、混同するのは望ましくない。

### 著名な人物
- ファム・ヴァン・ドン（范文同） - 政治家。
- ファム・グー・ラオ（范五老） - 陳朝の将軍。
- ファム・クアン・ヒエウ（范光效） - 外交官・大使。
- ファム・トゥアン（范遵） - 軍人・宇宙飛行士。
- ファム・ビエット・フン（范越雄） - 外交官・大使。
- ファム・フン（范雄） - 政治家。
- ファム・ゴック・ハン（范玉欣） - NewJeansのメンバー。